# Eurobowl 1990
Navigation
Édition précédente Édition suivante
L'Eurobowl 1990 est la 4e édition de l'Eurobowl.
Elle sacre les Anglais des Manchester Spartans.

## Clubs de l'édition 1990
| Équipe                     | Nationalité |
| -------------------------- | ----------- |
| Munkka Colts Helsinki (fi) | Finlande    |
| Castors de Paris           | France      |
| Frogs de Legnano           | Italie      |
| Manchester Spartans        | Royaume-Uni |
| Kristianstad Lions         | Suède       |

## Les éliminatoires

### Les matches
| Date | Home  | Score   | Away    |
| ---- | ----- | ------- | ------- |
| ?    | Lions | 20 - 26 | Castors |
| ?    | Colts | 17 - 14 | Castors |

## Classement général
| Qualifié en quarts de finale |

| Club                       | Vic. | Nuls | Déf. | Pts | Pts pour | Pts contre |
| -------------------------- | ---- | ---- | ---- | --- | -------- | ---------- |
| Munkka Colts Helsinki (fi) | 1    | 0    | 0    | 2   | 17       | 14         |
| Castors de Paris           | 1    | 0    | 1    | 2   | 40       | 37         |
| Kristianstad Lions         | 0    | 0    | 1    | 0   | 20       | 26         |

| Date | Home         | Score   | Away                |
| ---- | ------------ | ------- | ------------------- |
| ?    | Dublin Celts | 12 - 28 | Manchester Spartans |
| ?    | Dublin Celts | 30 - 0  | Barcelona Boxers    |

## Play-offs

### Quarts de finale
| Date                          | Home                | Score   | Away                |
| ----------------------------- | ------------------- | ------- | ------------------- |
| Joué à Amsterdam aux Pays-Bas | Amsterdam Crusaders | 20 - 25 | Manchester Spartans |
| ?                             | ?                   | ?       | ?                   |
| ?                             | ?                   | ?       | ?                   |
| ?                             | ?                   | ?       | ?                   |

### Demi-finales
| Date                    | Home                | Score   | Away         |
| ----------------------- | ------------------- | ------- | ------------ |
| ?                       |                     |         |              |
| Joué à Rimini en Italie | Manchester Spartans | 35 - 33 | Berlin Adler |

### Finale Eurobowl IV
| Date                                       | Home                | Score   | Away             |
| ------------------------------------------ | ------------------- | ------- | ---------------- |
| Joué le 28 juillet 1990 à Rimini en Italie | Manchester Spartans | 34 - 22 | Frogs de Legnano |

## Source
- (fr) Elitefoot
- (fr) Elitefoot